# Francistown
Francistown é a segunda maior cidade do Botsuana, com uma população de cerca de 113.315 no ano de 2001. É descrita como a "Capital do Norte". 

## Geografia
Francistown está localizada na parte oriental do Botsuana, cerca de 400 km a norte-nordeste da capital, Gaborone. Em sua localização está a confluência dos rios Inchwe e Tati, ficando também próxima ao rio Shashe (afluente do Limpopo) e a cerca de 20 km em linha reta da fronteira com o Zimbábue e a cerca de 80 km do posto de controle fronteiriço internacional com o referido país.

## História
Evidências históricas mostram que Francistown começou como uma das aldeias do povo calanga. A mineração, que costumava ser uma atividade comum dos calangas, no nordeste do Botsuana, era amplamente praticada na área, principalmente a extração do ouro. Os calangas estabeleceram a aldeia de Nyangabgwe na área de Francistown, que servia de suporte justamente às atividades mineiras.
Os matabeles estabaleceram-se na área na década de 1820, fixando seu centro de poder um pouco mais ao norte, em Bulavaio, trazendo sua cultura e influência para os calangas que viviam no nordeste do Botsuana. A aldeia de Nyangabgwe, já sob influência dos matabeles, foi registrada quando foi pela primeira vez visitada pelos europeus, liderados por Robert Moffat. A expedição de Moffat foi seguida pela do garimpeiro Karl Mauch que, em 1867, encontrou ouro ao longo do rio Tati.
Após a descoberta de Mauch, Francistown tornou-se o centro da corrida do ouro na África Austral no final do século XIX e início do século XX, fato que a tornou rodeada por várias minas em operação ou abandonadas.
A localidade foi formalmente fundada em 1897, como uma vila operária perto da mina Monarca. Inclusive o nome de Francistown faz homenagem a Daniel Francis, um colonizador britânico que adquiriu licença de prospeção na região em 1869. Francis foi o diretor da Companhia das Concessões Tati, que havia adquirido do rei Lobengula do Reino Mutuacazi dos matabeles os direitos de mineração sobre todos os terrenos na região. O centro da cidade foi formado quando a empresa vendeu 300 lotes em agosto do mesmo ano. Após a repartição das terras para mineração, foram iniciadas várias outras lavras nas proximidades da mina Monarca, trazendo muitos trabalhadores para a cidade.
No início, a cidade compreendia uma rua paralela à linha ferroviária Cabo-Cairo. Nesta rua instalaram-se várias empresas, incluindo um hotel, bancos e três comércios retalhistas e grossistas. Atrás dos estabelecimentos comerciais foram erguidas as casas dos colonos brancos. Foram segregadas áreas para as pessoas negras numa espécie de gueto entre a ferrovia e o rio.
Antes da independência, Francistown era o maior centro comercial do Botsuana. O ouro sustentou a economia da região desde o final do século XIX até a década de 1930. A indústria mineral foi duramente atingida pela recessão global da década de 1930. Entre 1936 e 1980, a economia de Francistown foi amplamente apoiada ou dependente da Associação de Trabalho Nativo de Witwatersrand, uma empresa que recrutava mão de obra para as minas sul-africanas. Os trabalhadores mineiros faziam remessas de dinheiro regulares às suas famílias em Francistown, que permitia à cidade manter-se.
Desde 1966, a cidade cresceu significativamente devido principalmente ao comércio transfronteiriço ativo com a Rodésia/Zimbábue, fato justificado pela busca dos recém independentes estados do Botsuana e da Rodésia/Zimbábue por melhorar seu intercâmibio comercial utilizando principalmente as rotas logísticas de Francistown. Outro fator que colaborou para a cidade superar o declínio econômico da mineração foi a atração, até a década de 1990, de empresas e negócios sul-africanos que tentavam contornar as sanções internacionais contra o Estado de apartheid da África do Sul.
Em 1997, Francistown alcançou o título de cidade, a segunda do Botsuana depois de Gaborone.

## Economia
Em Francistown está localizado o principal centro rotas de transportes rodoviários e ferroviários do Botsuana. Além da logística, a economia local sustenta-se também na mineração e na indústria. 
A principal empresa mineradora operante em Francistown é a Tati Nickel, de propriedade da MMC Norilsk Nickel, que possui operações nas minas Selkirk e Phoenix, produzindo principalmente cobalto, cobre e níquel. Além disso, há a Refinaria de Metal do Botsuana, um empreendimento com participação da Tati Nickel. O Complexo Industrial Dumela, um parque industrial, é um importante empregador na cidade, vinculado às operações da indústria mineral, muito embora também concentre uma importante indústria de abatedouro de animais, bem como vestuário, malhas, calçados, têxteis, cerâmica e química. O Complexo de Dumela ainda abriga uma montadora de protótipos da Harper Sports Cars.
A mídia de Francistown inclui o jornal "A Voz do Botsuana".

## Demografia
Os calangas, o segundo maior grupo étnico do Botsuana, são tradicionalmente centrados em torno da cidade e da área circundante. Recentemente, a cidade tem visto um grande afluxo de imigrantes ilegais a partir de países vizinhos, como o Zimbábue.

## Infraestrutura

### Educação
A principal instituição de ensino superior da cidade, o Colégio de Formação de Professores de Francistown, se tornou uma das unidades orgânicas da Universidade do Botsuana em 1973. Outra instituição de ensino importante, a Escola Secundária Sênior de Francistown, iniciou suas atividades em 1978.

### Saúde
A incidência do Vírus da Imunodeficiência Humana (HIV) em Francistown foi estimado em 40%, um número bastante elevado.

### Transportes
A cidade é um importante centro de transportes. A linha férrea Cabo-Cairo liga a cidade de Francistown com Bulavaio e Victoria Falls, no Zimbabue. A mesma linha permite a ligação de Francistown com Gaborone, no sul. Além da linha férrea, a cidade é o entroncamento da Rodovia Cairo–Cidade do Cabo, da Rodovia A3 e da Rodovia A30, além de diversas outras rodovias regionais. A Rodovia Cairo–Cidade do Cabo, a principal das estradas, liga Francistown com Lobatse, no sul, e Ramokgwebana, no norte.
A cidade é servida pelo Aeroporto Internacional Phillip Gaonwe Matante, um aeroporto internacional com 2 pistas localizado a cerca de 2 km da cidade. Em 2003, tinha uma capacidade total de 29.223 passageiros.

## Cultura e lazer
Em Francistown está o Museu Supa Ngwao, com exposições relacionadas à história humana, cultura, tradição e artesanato do nordeste do Botsuana. Há ainda a Reserva Natural de Tachila, criada a 5 km do centro histórico de Francistown, bem como as ruínas de Domboshaba, onde morava o líder dos calangas. Nas ruínas anualmente realiza-se o festival de artes calangas, conhecido como "festival Domboshaba".
Na arquitetura destaca-se a Igreja de São Patrício e a Catedral de Nossa Senhora do Deserto, esta a sé da Diocese de Francistown.